# Топпинг, Крис
Кристофер (Крис) Топпинг (англ. Christopher Topping; род. 6 марта 1951, Бабвит, Йоркшир и Хамбер) — английский футболист, защитник.

## Биография
Родился 6 марта 1951 в Бабвит, Ист-Райдинг-оф-Йоркшир, Великобритания. В 17 лет играл на позиции защитника в профессиональном клубе «Йорк Сити» против «Ньюпорт Каунти» 28 декабря 1968. В марте 1969 года Топпинг подписал бессрочное соглашение с «Йорк Сити».